# 황승원
황승원(黃昇源, 1732년 ~ 1807년)은 조선의 문신이다. 본관은 장수(長水). 자는 윤지(允之)이다.

## 생애
1765년(영조 41) 생원시에 합격하고, 1771년 별시문과에 병과로 급제하였다. 1773년 정언이 되고 정조 때 교리, 수찬, 검토관을 거쳐 영남암행어사로 민정을 돌보고 지평이 된 뒤 서장관으로 중국에 다녀와서 승지가 된다. 성균관대사성, 사간원대사간을 지내고 승지를 지내고 황해도관찰사가 된 뒤 이조참의가 된다. 이후 황해도관찰사를 거쳐 성균관대사성이 되고 승지를 거쳐 성균관대사성을 다시 하고 사헌부대사헌이 되고 동지경연사를 겸한 뒤 이조참판, 사헌부대사헌을 거쳐 사간원대사간과 승지를 하고 다시 이조참판이 되었으며 이후 공조판서로 정경의 반열에 올라서 개성부유수로 있다가 예조판서가 되고 예문관제학을 거쳐 다시 공조판서가 된다. 이후 예조판서, 의정부좌참찬을 거쳐 순조 때 강화유수가 되고 형조판서가 되어 실록청당상을 겸하다 예문관제학을 거쳐 형조판서가 되고 판의금부사, 형조판서, 예문관제학을 거쳐 판의금부사로 실록청당상을 겸한 뒤 이조판서, 판의금부사, 예문관제학을 거쳐 예문관대제학, 이조판서, 의정부우참찬, 홍문관제학, 판의금부사를 했다.